# Саломатов, Вячеслав Владимирович
Вячеслав Владимирович Саломатов (род. 28 августа 1961 года) - мастер спорта СССР международного класса (хоккей с мячом), 
чемпион мира 1989 года.

## Карьера
В.В. Саломатов начал играть в хоккей с мячом в Хабаровске в ДЮСШ №6 в 1974 году. С 1978 года начал профессиональную карьеру. Играл в клубах Хабаровска. В высшей лиге провёл 300 игр, забил 63 мяча.
Привлекался в сборную СССР, в составе которой стал чемпионом мира в 1989 году.
Несколько сезонов провел в Швеции в команде «Болльнес».
После окончания карьеры работает в структурах «СКА-Нефтяника».

## Достижения
- Серебряный призёр чемпионата СССР - 1986, 1989
- Бронзовый призёр чемпионата СССР - 1981, 1984, 1985, 1988
- Обладатель Кубка СССР - 1988
- В списке 22 лучших игроков сезона - 1987, 1988, 1989
- Чемпион мира - 1989
- Победитель турнира на призы газеты Советская Россия - 1986, 1988
- Чемпион СССР среди юниоров - 1978, 1980